# Plococidaris verticillata
Genre
Espèce
Synonymes
Prionocidaris verticillata
Plococidaris verticillata est une espèce d'oursins de la famille des Cidaridae.

## Description
C'est un oursin régulier et robuste, à la coquille (appelée « test ») sphérique et épaisse, mesurant une dizaine de centimètres maximum. L'anus est situé au sommet (à l'apex, au centre du système apical), et la bouche en dessous, face au substrat. 
Les radioles primaires (piquants) sont alignées en cinq doubles rangées verticales ; elles sont clairsemées mais très robustes et arborent une forme très caractéristique de tourelles pourvues d'« étages » formés de couronnes successives portant des pointes irrégulières. Elles portent en effet trois ou quatre spires d'épines secondaires plus ou moins soudées en corolles concaves, séparées par un corps droit mais très granulé. Les phanères corticales sont très développées.

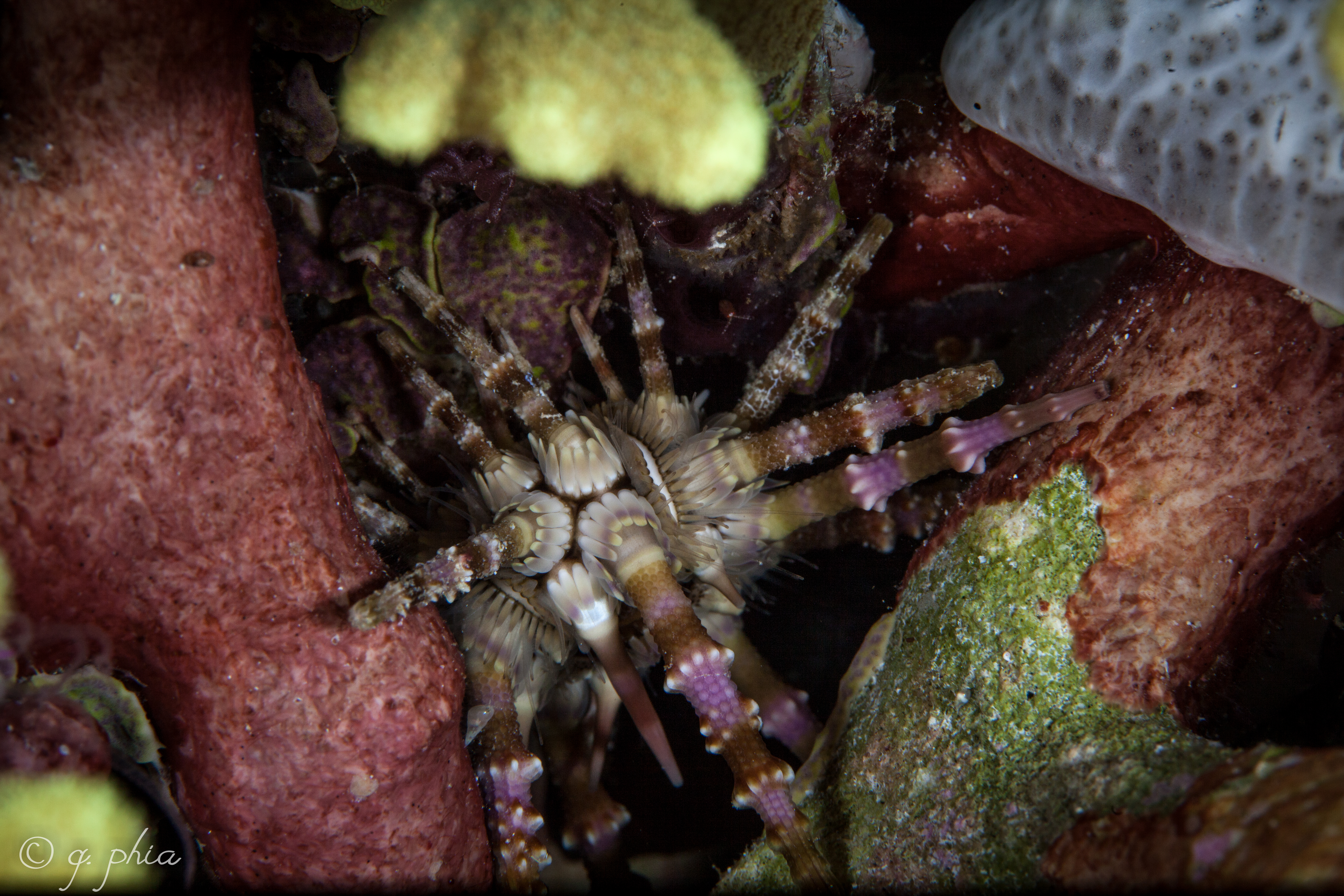
Jeune spécimen observé aux Philippines.
Illustration ancienne.

Pour les caractéristiques squelettiques, se référer à l'article sur le genre Plococidaris.
Cet oursin fut longtemps rangé dans le genre Prionocidaris (Clark 1946, Hoggett & Rowe 1986), et l'est toujours dans de nombreuses publications scientifiques.
Il ne doit pas être confondu avec les autres oursins aux piquants épineux des genres Prionocidaris et Chondrocidaris, ni surtout avec le très ressemblant Goniocidaris tubaria, qu'on trouve en Australie.

## Habitat et répartition
C'est un oursin tropical susceptible d'être ponctuellement rencontré dans tout l'Indo-Pacifique tropical corallien, de la côte est-africaine au Pacifique Ouest. Il est cependant assez rare, et de mœurs discrètes.